# Nicolas de Préville
Nicolas de Roussel de Préville (* 8. Januar 1991 in Chambray-lès-Tours) ist ein französischer Fußballspieler, der als Stürmer spielt.

## Karriere

### Verein
De Préville, der 2008 als Jugendlicher zu FC Istres kam, gab am 14. August 2009 in einem Zweitligaspiel gegen den FC Metz sein Debüt für den Verein. Am 23. Januar 2013 wechselte er zu Stade Reims in die Ligue 1 und erhielt einen 3,5-jährigen Vertrag. Er beendete die Saison 2015/16 mit 6 Toren und 9 Vorlagen in der Ligue 1 und wurde ein Schlüsselspieler des Klubs. Im August 2016 wechselte De Préville zu OSC Lille. In einer Transfervereinbarung kaufte der belgische Club KV Ostende, dessen Präsident auch ein Minderheitsaktionär von Lille ist, den Spieler für eine geschätzte Ablösegebühr von 4,5 Mio. Euro aus Reims und lieh ihn sofort mit einer Kaufoption 2017 nach Lille aus. In der Saison 2016/17 konnte er 14 Tore in der Ligue 1 erzielen. Am 31. August 2017 wechselte er für eine Ablösesumme von 8 Mio. Euro zu Girondins Bordeaux. Dort blieb er vier Jahre und schloss sich dann dem Ligarivalen FC Metz an. Im Juli 2022 verließ er die Lothringer und war dann ein halbes Jahr vereinslos, ehe ihn im Januar 2023 der deutsche Zweitligist 1. FC Kaiserslautern unter Vertrag nahm.
Im Sommer 2023 wechselte er zurück nach Frankreich und schloss sich dem ES Troyes AC in der 2. französischen Liga an.

### Nationalmannschaft
Im Jahr 2012 bestritt der Stürmer fünf Testspiele für die französische U-20-Nationalmannschaft und erzielte dabei drei Treffer.